# Robert Hague
Robert Hague (n. 1967, Rotorua, Nueva Zelanda) es un artista australiano que vive y trabaja en Melbourne, Victoria. Es conocido por sus esculturas de broce y acero inoxidable.

## Datos biográficos
Hague emigró a Australia en 1985 y aunque al principio de su carrera había expuesto pintura (1983, Premio de Arte Rotorua - 1993, Premio de Arte Caulfield ) posteriormente se concentró en la escultura. Su primera exposición de esculturas fue titulada "Why Not?" (¿Por qué no?) en la James Powditch de Sídney que representa a los artistas y Mark Booth, entre otros. En 1998 expuso en la incipiente Sculpture by the Sea y en 1999 fue galardonado con el inaugural Premio del Director de Sculpture by the Sea. Desde 1996 a 2000 presentó sus obras en la Defiance Gallery incluyendo la serie de miniaturas "The Defiant 6”", "Big Thoughts, Small Works" y "The Importance of being Small" con la King St Gallery. En 2001 se unió a la Stella Downer Fine Art en el recién inaugurado Complejo de Galerías de Danks Street.
Desde 1999 a 2003 fue asistente de taller para el escultor senior Ron Robertson-Swann AO (formalmente asistente del escultor Henry Moore (1898-1986)), con su primera exposición individual en 2003 en la Lister Calder Gallery, Stella Downer Fine Art y The Mosman Art Gallery.
Desde entonces ha expuesto en más de 70 muestras individuales y colectivas y está representado tanto en colecciones públicas como privadas en Australia y en el extranjero.

## Encargos
Entre los encargos significativos se incluye Sol, Repose, One Mile and Skel (2010) para el Polo Club Hotel en Tianjin, China. West Orbis (2009) escultura de 4 metros de altura para el Centro Comercial Chadstone. Decent (2007) para el 50 Anniversario, Thredbo, Mt Kosciusko. Genus (2005) en el recibidor del Centro Macquarie Group Sovereign, 99 Bathurst St, Sídney (33°52′28″S 151°12′21″E / -33.87444, 151.20583). Fervor (2005) recibidor del Four Seasons Hotel, Hong Kong. Orbis (2005) recibidor de los Apartamentos Emporio , Sussex St, Sídney. NSW y The Ocean Series (2001) 20 esculturas, encargo de la Sculpture by the Sea, Sídney.

## Premios
- 2011: 'Lorne Sculpture 2011 small sculpture Award'. Lorne
- 2010: 'Deakin University contemporary small sculpture award'. Melbourne.
- 2009: ‘Yarra Trams Award’, Premio de Escultura Toorak . Melbourne.
- 2000: 'Waverley Art Prize' de escultura, Sídney.
- 1999: 'The Director's Prize'. Sculpture by the Sea. Sídney.

## Colecciones
La obra de Hague se encuentra representada en las siguientes colecciones:
| - Baillieu & Sarah Myer, Elgee Park - John & Pauline Gandel - Morry Fraid - Smorgan Art Collection - Marco Belgiorno-Zegna - Armando Percuoco - Tetsuya Wakuda - Rosemary Foot - David & Jane Clarke - Ron & Val Kaplan - Brian Powers | - Art Gallery of NSW, Members, Sídney - Deakin University Art Collection, Melbourne - Kosciuszko Thredbo Pty Ltd, Thredbo - Chadstone Shopping Centre, Melbourne - Four Seasons Hotel, Hong Kong - Poly Club Hotel, Tianjin, China - Emporio Apartments, Sídney - Concept Blue Apartments, Melbourne - Bulknet Pty Ltd, Sídney - Top of the Town Apartments, Sídney - Sovereign Centre, Sídney |